# Иза казалишне рампе (Кратки документарни филм)
„Иза казалишне рампе” је југословенски кратки документарни филм из 1957. године. Режирао га је Срећко Вејганд који је написао и сценарио.

## Улоге
| Глумац           | Улога |
| ---------------- | ----- |
| Аманд Алигер     |       |
| Адем Чејван      |       |
| Аугуст Цилић     |       |
| Јурица Дијаковић |       |
| Елиза Гернер     |       |
| Мато Грковић     |       |
| Тито Строци      |       |